# La Cobertoirada
La Cobertoirada (La Cobertoirada en occità, La Couvertoirade en francès) és un municipi del departament francès de l'Avairon, a la regió d'Occitània. Es tracta d'un poble emmurallat, que gaudeix del reconeixement com un dels pobles més bonics de França, que havia estat comanda del Temple i més tard de l'orde de l'Hospital.
Quan hom arriba a La Cobertoirada, primer travessa el pla del Temple, l'aspecte boscós del qual ha desaparegut en part després de la concentració de terres. Era el graner de blat dels templers, terres riques agermanades amb els pedregosos camins per les ovelles. Hospitalet treu el nom de l'hospital creat el segle xii per Guisbert o Gausbert, comte de Millau; era etapa dels viatgers i dels peregrins que travessaven la serralada. Qualsevol que sigui el camí que hagi elegit per arribar a La Cobertoirada, l'efecte sempre serà sorprenent, quan es descobreix, amagades enmig de les roques, les torres i la muralla de la ciutat. S'hi entra obligatòriament per la porta principal, la porta d'amoun ('de dalt'); la porta d'abal ('de baix'), oberta en l'extrem oposat, no existeix des del 1912.
A La Cobertoirada, el nou poble es va desenvolupar al peu del castell reconstruït novament pels templers. La Cobertoirada es menciona des de mitjan segle xi. L'església de Saint Christol, que no és l'església actual, sinó un altre edifici situat a 800 metres a l'est del poble, és citada diverses vegades al llarg del segle xii. En aquesta època el poble, segurament molt espargit, devia agrupar-se al redós d'aquesta església, que depenia de l'abadia de Nant.

## Arribada dels templers
S'ignora en quina data els templers s'instal·len a La Cobertoirada. Aparentment, fou després de Santa Aulària de Sarnon i La Cavalariá. El 1181, dos senyors locals, Ricard de Montpaon i Brenguier de Molnar, reben una masia en el territori de La Cobertoirada. El 1249, els templers construïren el castell. La presa de possessió del lloc, materialitzada amb l'entrada en el castell, es va poder fer al voltant de l'any 1200.
Com en els tancaments precedents, el castell fou integrat en el circuit de muralles construïdes a partir del 1439 i amb la qual forma la baula. Si a Sainte Eulalie els templers construïren un castell amb una planta regular, a La Cobertoirada no fou el mateix. Prevalent els imperatius militars, una petita roca calcària fou elegida com a greal del castell. En el lloc més elevat, els templers edificaren una torrassa de pla trapezoïdal: elecció de la forma únicament dictada per al lloc. Dos fronts de la torrassa estan proveïts de pilars que són un tipus de contraforts. Aquesta torrassa, actualment coberta amb un sostre de fals arc o miocènic, era originàriament més alta. Els templers conservaren per a la població l'església de Saint Christol, ubicada a 800 metres i es reservaren, sembla ser, l'ús d'una capella situada en una part d'aquesta torrassa.
Després edificaren un mur molt irregular que s'adhereix fidelment a la roca que el suporta. L'interior del castell, que es pot visitar, és força decebedor, ja que està molt arruïnat. Aquesta ja era la situació l'any 1762 durant una inspecció de la comandància. Feia temps que els cavallers ja no hi vivien, i un camperol habitava una vella casa situada al sud de la torrassa, que servia de graner. En el segle xvii, la torrassa fou rebaixada quan es reemplaçaren els dos terres per dues voltes de pedra.
La porta del castell, en arc de mig punt, constitueix l'element més interessant de la muralla. El parapet destinat a la defensa de la porta amb diversos projectils (pedres, calç viva, cendres, brases, aigua, arena calenta...) s'acaba just per sobre de l'arc de la porta, formant un llarg conducte. Aquest desconegut dispositiu a Roergue podria ser una aportació de l'arquitectura militar de les croades o del veí Llenguadoc.
Una altra novetat introduïda pels templers és el larzac: el gat domèstic, portat de Terra Santa, que supleix la geneta per a la caça de ratolins i rates en els graners de l'orde. Al segle xv, probablement en el moment de la construcció de les muralles i per modernitzar les defenses del castell, aixecaren els murs d'aquest reomplint les escletxes sempre visibles; trencaren el parapet situat per sobre de la porta i establiren en el cim de la corona matacans similars als de les torres de la muralla.

## L'església

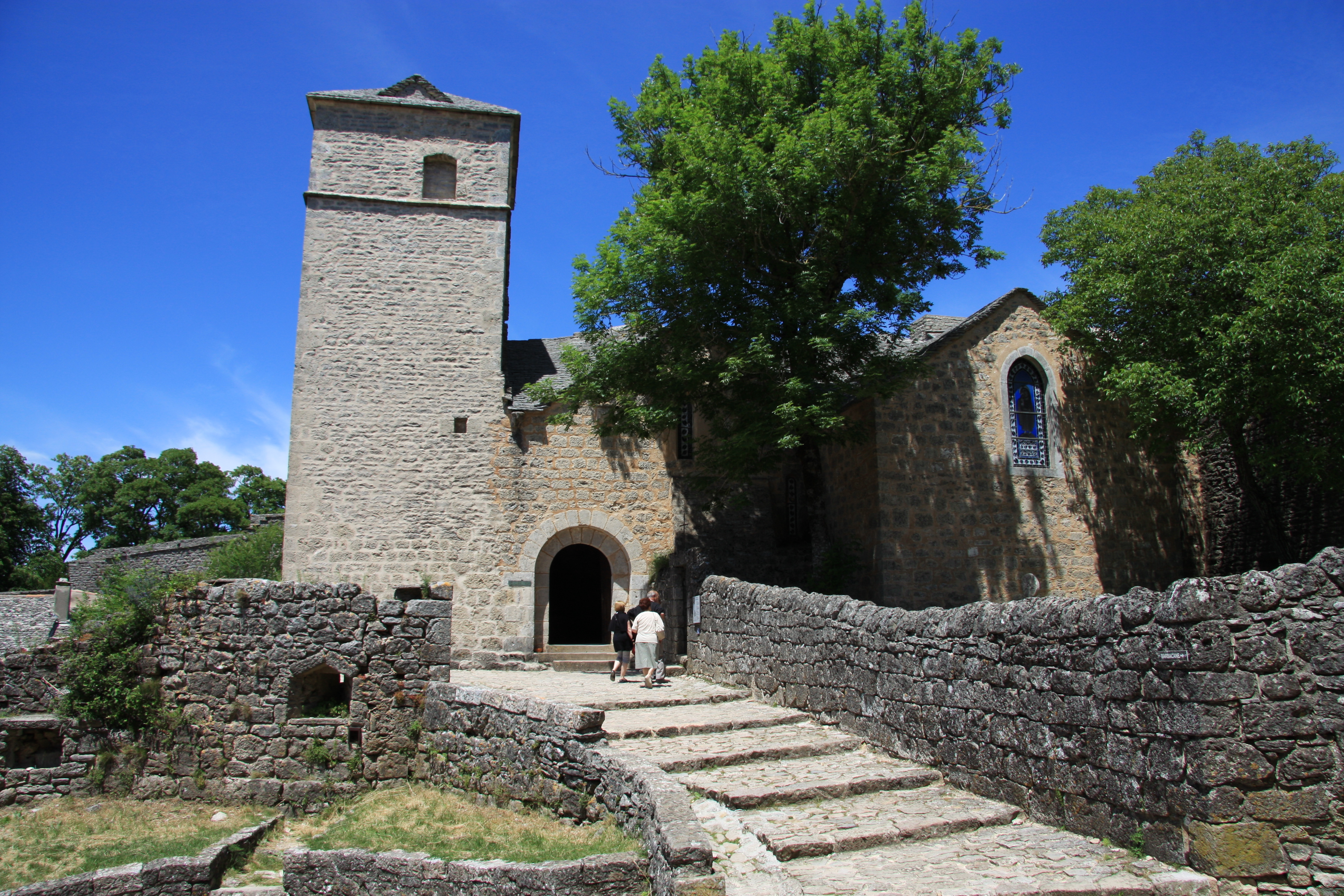
Església de Saint-Christol; darrera la paret de la dreta hi ha el cementiri

Enfront de l'entrada del castell, es troba l'església construïda probablement pels hospitalers en el segle xiv, després de l'abandó de la capella de Saint-Christol, massa allunyada. Sembla que hi havia muralles, de les quals resten alguns vestigis pel cantó del poble, que unien l'església i el castell. Abans de la construcció de les muralles, els habitants trobaven refugi en període d'inseguretat en aquest pati de la granja o barbacana. Es construïren petites barraques, en les quals la població deixava els seus béns ficats generalment en cofres o sacs.
Durant l'edat mitjana i fins al segle xviii, els cementiris es trobaven al voltant de les esglésies. Per aquesta raó, el projecte de muralla del segle XV tallava el cementiri de La Cobertoirada en dos. Els habitants sol·licitaren llavors al bisbe de Vabres l'autorització per fer passar el mur a través del cementiri (es plantejà el mateix problema a La Cavalariá). El bisbe hi consentí amb l'única condició que els ossos desenterrats a causa de les excavacions fossin correctament traslladades al nou cementiri. Aquest cementiri, des de llavors abandonat, encara existeix. Des de fa uns anys, s'ha tingut la idea excel·lent de col·locar les còpies d'11 esteles discoïdals (conservades en el museu de Fleury de Lodeva) disperses al bell mig de l'herba salvatge, evocant així un cementiri medieval.
L'església retorna al pla de les esglésies de la regió. En l'interior, la nau única estava coberta per una simple teulada de fusta fins a finals del segle xviii. La volta actual data només del segle xix. A la banda esquerra de la nau, la roca ha estat amplament tallada. El cor, de planta quadrangular, està envoltat amb un creuer d'ogives, on la clau de volta representa un floró envoltat d'un cordó amb disseny granellut.

## L'aigua

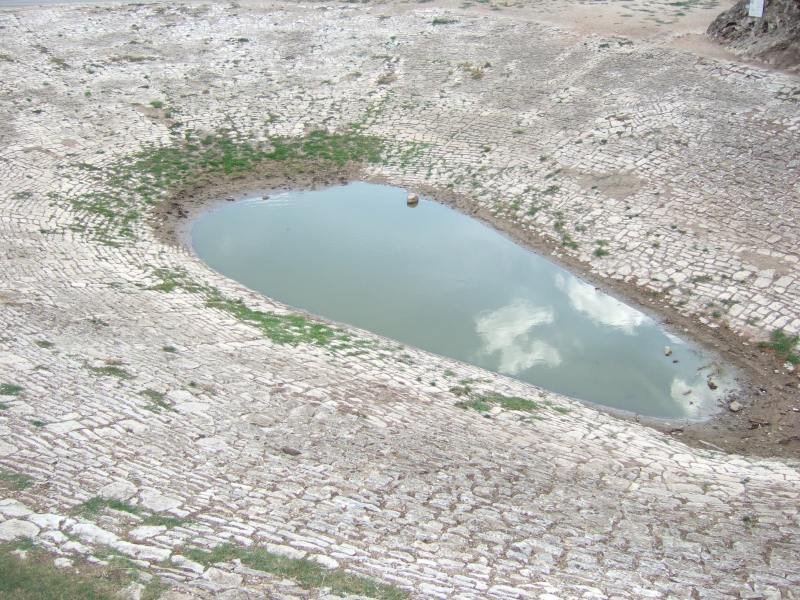
La "lavogne" de Larzac

El problema de l'aprovisionament d'aigua ha estat sempre molt important a la serralada. Cada casa disposava de la seva pròpia cisterna, alimentada per les aigües pluvials dels terrats. Al nord de l'església, també existeix una vasta cisterna, alimentada per les aigües pluvials provinents de la teulada de l'església, nomenada les Conches. En la muralla, prop de l'orifici que permet extraure l'aigua de la cisterna, destaca una espècie de lavabo de pedra que desemboca a l'exterior. Segons la tradició, en període d'inseguretat o d'epidèmia, s'usava per a la donació d'aigua al viatger que no tenia autorització per entrar al poble.
Més enllà de la porta Baixa, la carretera condueix a una lavagne o lavogne (cisterna o aljub) empedrada, que és la més gran de la serralada de Larzac. Destinada a l'aprovisionament d'aigua per al bestiar, es construí el 1895. A l'esquerra de la carretera, encara existeix el canal col·lector d'aigües pluvials que porta a una bassa de decantació abans de desembocar en la lavagne.

## La muralla
El 1439, abans de Santa Aulària però probablement després de La Cavalariá, els 33 caps de família de La Cobertoirada, reunits en l'església del lloc, sol·liciten al seu senyor directe, Bernat d'Arpajon, gran prior de Saint-Gilles, l'autorització per construir una muralla i torres per protegir-se, ells i els seus béns, dels saquejadors que travessaven en aquells temps Larzac.
L'empresa serà confiada al mestre maçó Daurde Alaus, el qual ja coneixem pel seu treball a Santa Aulària. No hi ha mostra del contracte concertat, però n'hi ha prou d'observar les torres i les muralles per constatar que es tracta de la mateixa obra.

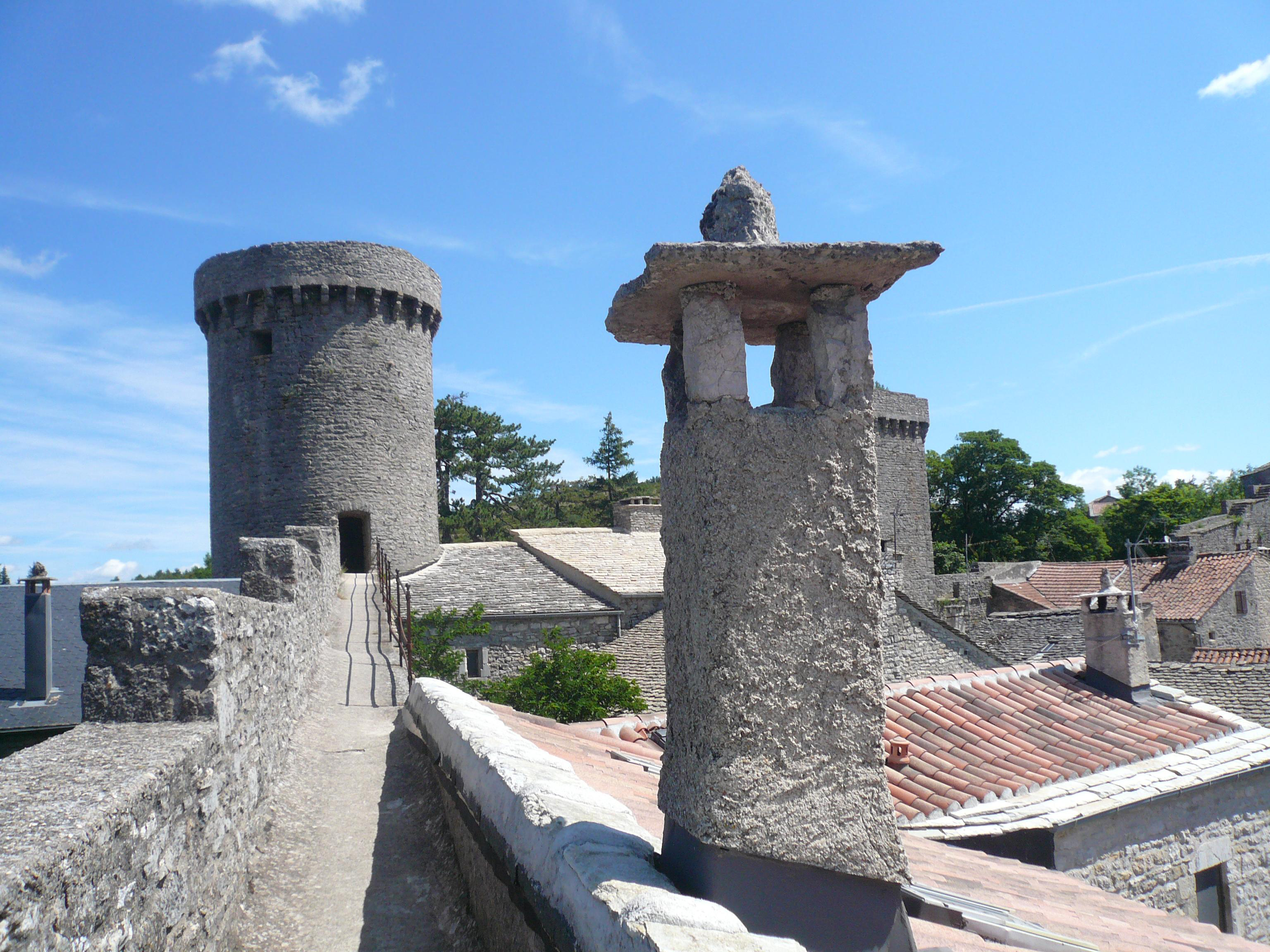
Camí de ronda

La muralla de La Cobertoirada que tanca l'església i el castell dels templers no té la regularitat de les de La Cavalariá i Santa Aulària. Com en els casos precedents, calgué destruir cases i cercats i reorganitzar l'espai interior. La muralla presenta set segments de panyols envoltats en cadascun dels angles amb una torre circular, o amb un element de remat (castell, església). Enfront del portal Haut, es pot apreciar l'estat de la muralla tal com era originàriament en el segle XV; tan sols el parapet ha sofert desafortunades restauracions.
Aquest lloc fou el marc d'un dels episodis més rellevants de la història militar d'aquest lloc. El 1562, una host de 200 protestants provinents de Millau travessa Larzac per venir a ocupar La Cobertoirada. En absència de rases, els assetjants s'apropen a les portes, les quals cremen, mentre els defensors construeixen un mur darrere aquestes últimes. La plaça només tenia 3 o 4 arcabussers i es creu que hauria estat presa si no fos per la intervenció exterior del bisbe de Lodeva, que sorprengué els assetjants i els va vèncer sense problemes.
En el segle xvii, el portal Haut, a la plaça Neuve, constitueix el lloc habitual a l'aire lliure dels cònsols. Aquí, el 1683, es decideix reglamentar el nombre de cabres i de cabrits que esquilaran, la tala de turons, arbust, arbres, així com el blat, i els altres cultius que es conrearan. També fou qüestió del portal Haut el 1702, durant la revolta dels Camisards, que els habitants catòlics plens de por reparessin el portal en mal estat, refessin l'empedrat desajuntat que oferia un forat pel qual es podia passar, compressin plom per fondre bales, un tambor per a tocar a alarma i dues alabardes.

## Les torres
La torre exterior de les muralles permet apreciar el seu excepcional estat de conservació. Subsisteixen, en major nombre que en les muralles precedents, finestres amb diverses formes, però sempre petites, per a il·luminar les cases adossades a les muralles. Al portal Haut correspon el portal Bas, del qual en resta poca cosa. Aquest últim s'ensorrà de sobte el 1912. És l'únic element que manca a la muralla. S'ha de lamentar més encara, ja que les dues portes i la part de la muralla que pertanyen al municipi havien estat classificades Monument Històric des del 1895.

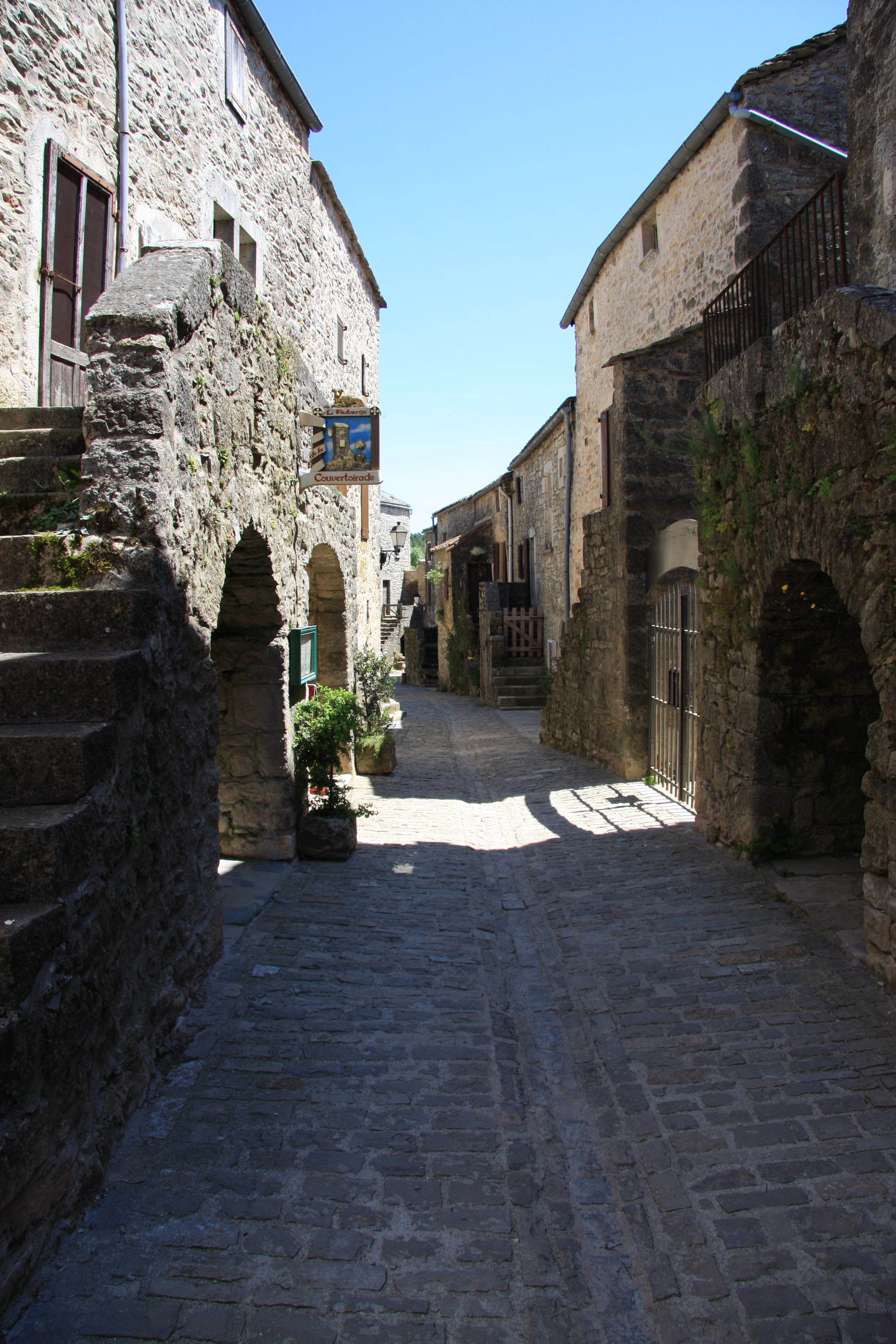
Un dels carrers

En l'interior del poble, el teixit urbà és força anàrquic. Com sempre, l'eix principal és el que uneix les dues portes. Porta el seu temps poder veure totes les cases antigues dels segles XV i XVI, però sobretot del segle xvii (les més boniques), que corresponen a un gran període de prosperitat i de renovació de Larzac.

## Portes
Prop de la porta Bas, segurament el visitant se sorprendrà en veure un gran espai buit envoltat, en fort contrast, per l'estreta xarxa urbana. Ocupa l'emplaçament de l'antiga bassa reomplerta el 1895 i reconstruïda en l'exterior, ja que recollia totes les aigües brutes del poble i constituïa una amenaça per a la salut pública. Estava envoltada en el sud per roques que foren destruïdes.
Darrere el portal Alt, una de les escales que donen accés a la muralla permet recórrer quasi un terç del seu circuit. Es pot descobrir així l'interior de les torres i constatar que el terraplè travessa cadascuna d'aquestes. Es veu de prop les sageteres canoneres amb el seu profund esbocat interior. Però no s'ha d'imaginar els cavallers i els habitants en una gran esplendor guerrera. El 1483, l'armament del castell de La Cobertoirada era d'allò més modest: 48 fletxes de cap quadrat, 240 ferros de fletxes de cap quadrat sense mànec, 3 batolles i 3 colobrines de ganxo (armes de foc).(³)

## Postals de La Cobertoirada

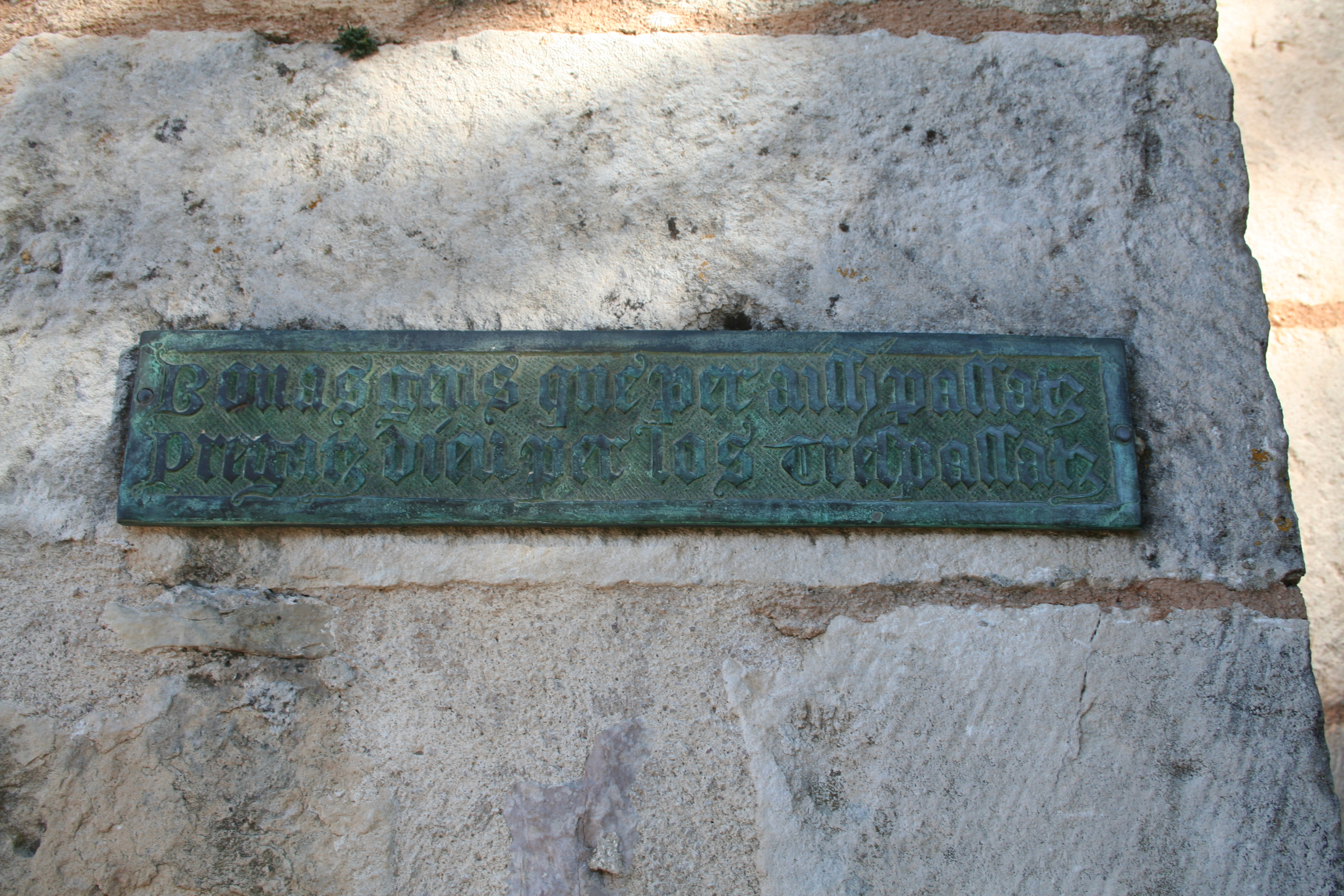
Inscripció en occità a l'entrada de l'església
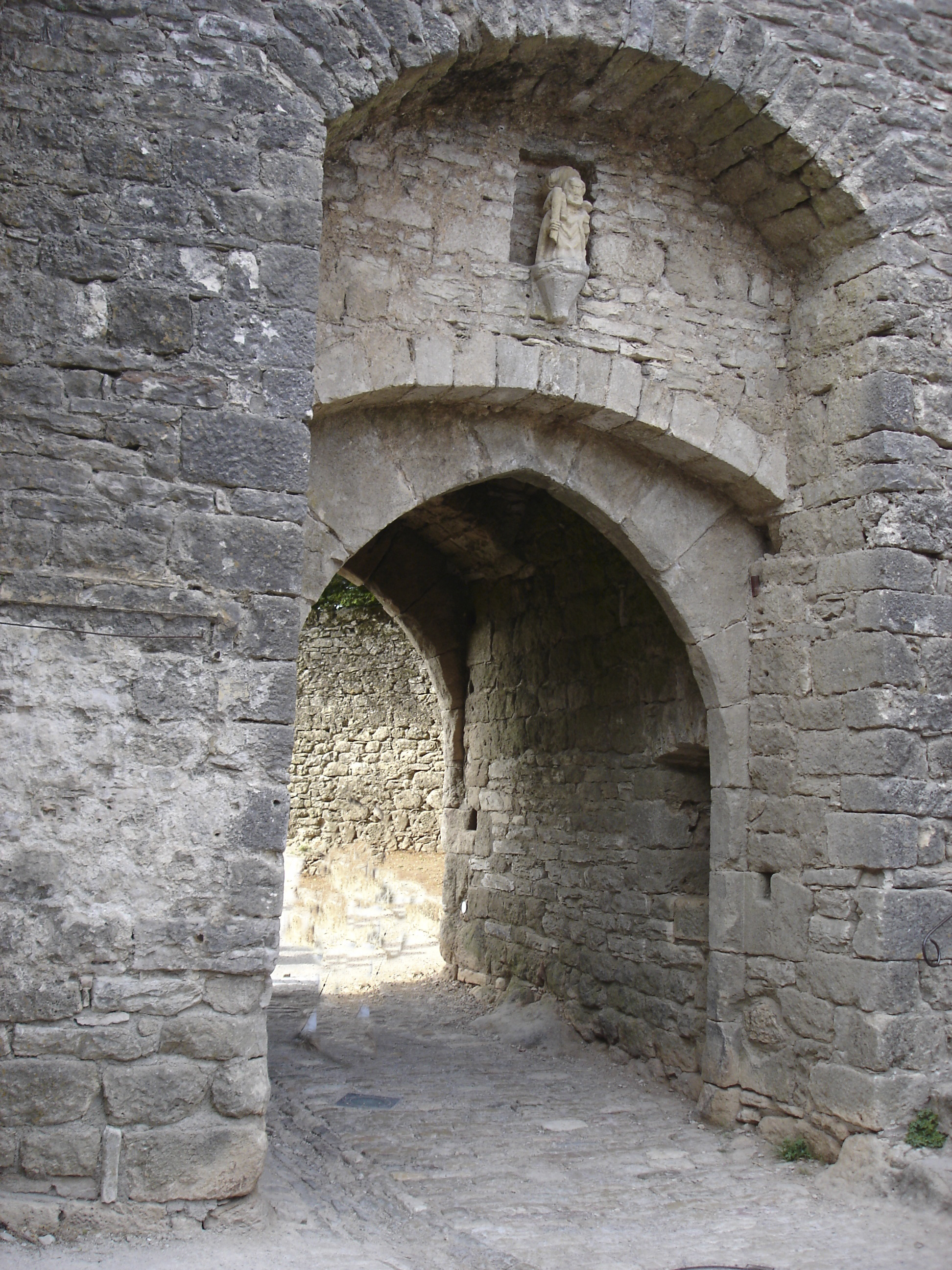
Porta principal
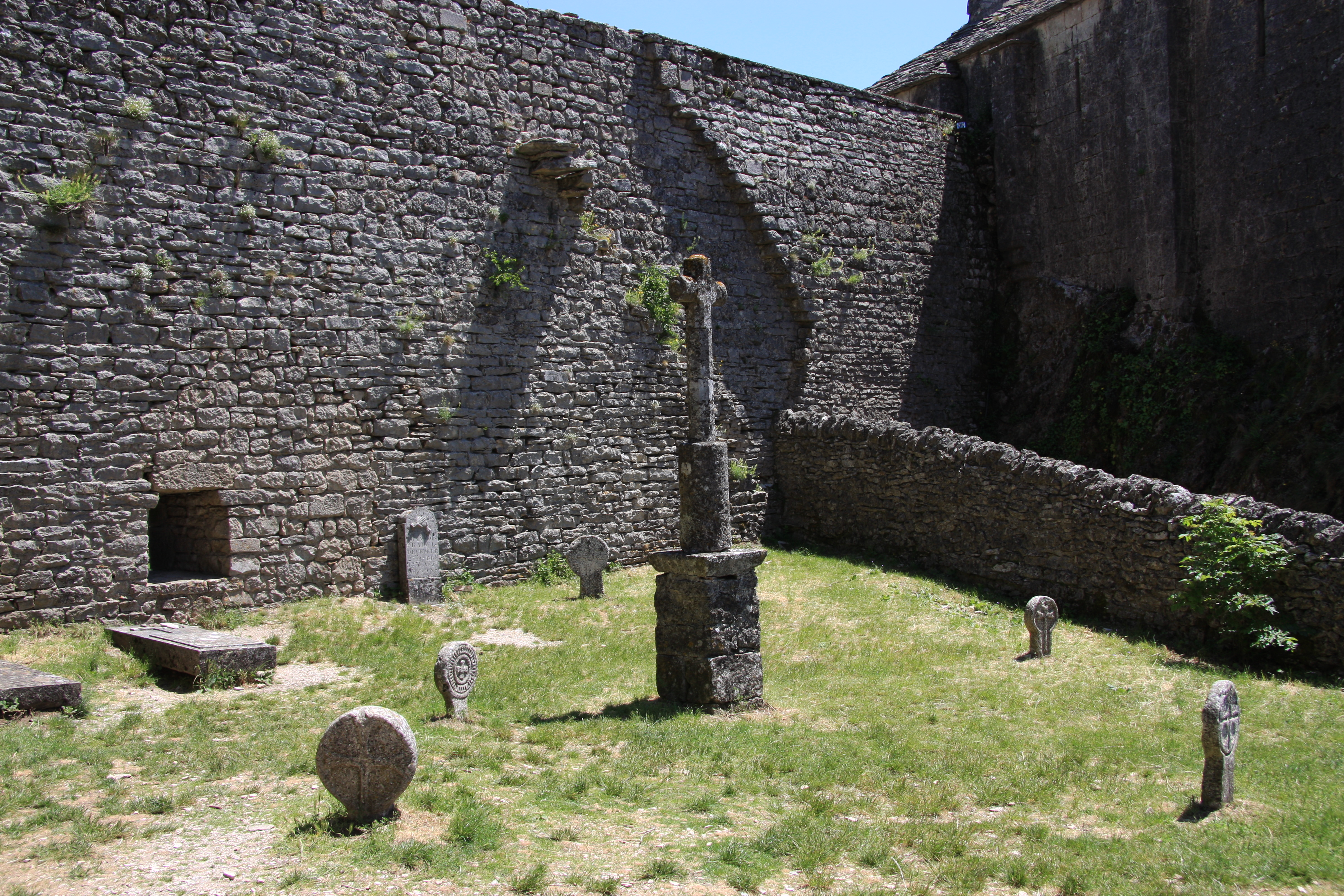
Cementiri antic
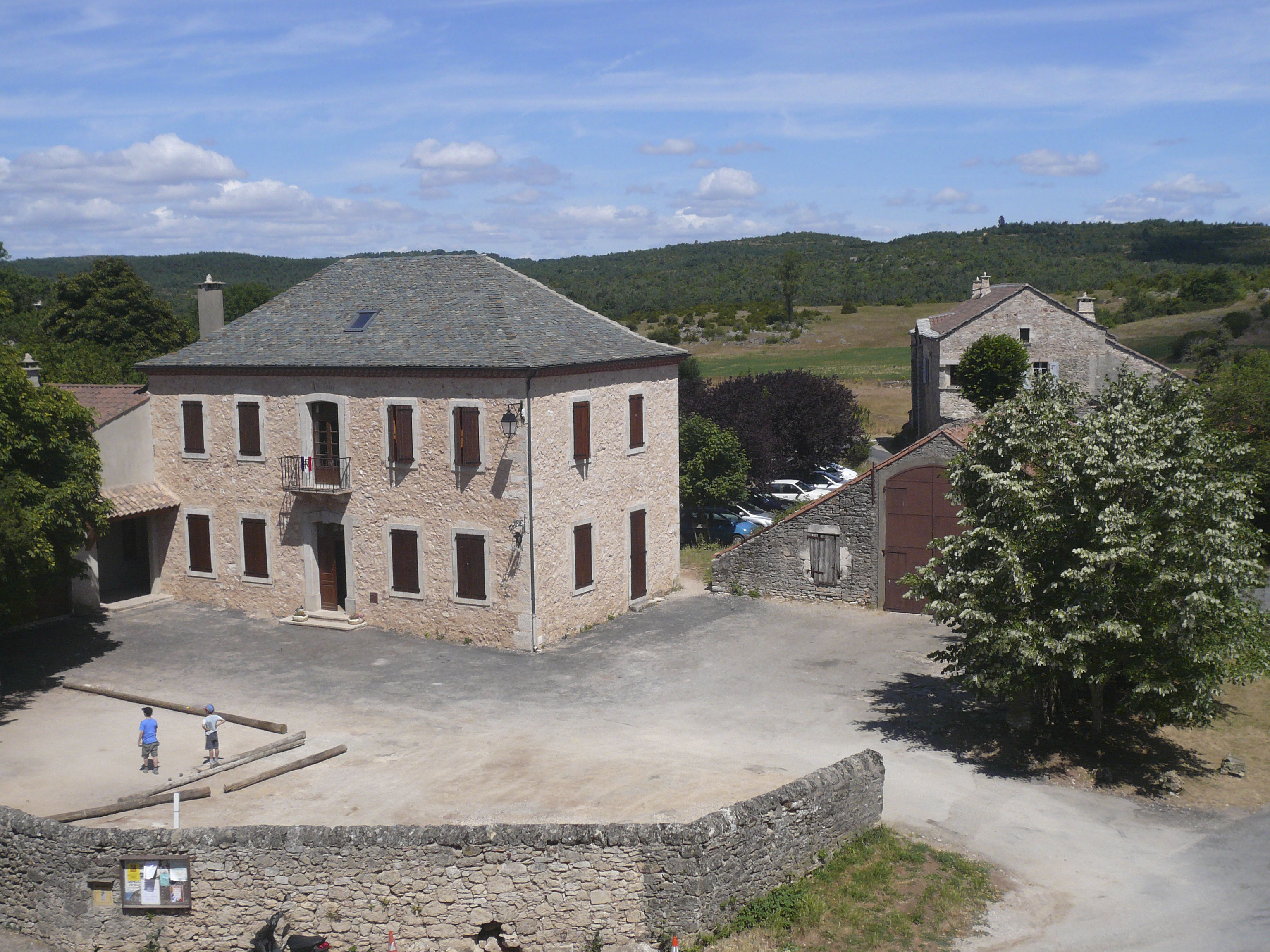
Ajuntament de La Cobertoirada